# Fedorivka, Bilozerka
Fedorivka (în ucraineană Федорівка) este localitatea de reședință a comunei Fedorivka din raionul Bilozerka, regiunea Herson, Ucraina.

## Demografie
Componența lingvistică a localității Fedorivka
     Ucraineană (89,93%)
     Rusă (9,33%)
     Alte limbi (0,24%)
Conform recensământului din 2001, majoritatea populației localității Fedorivka era vorbitoare de ucraineană (89,93%), existând în minoritate și vorbitori de rusă (9,33%).